# Happiness Is a Warm Gun
Happiness Is a Warm Gun è un brano musicale dei Beatles presente sull'album The Beatles (noto anche come White Album o Album Bianco).

## Il brano

### Struttura
Il titolo deriva da un articolo di "The American Rifleman" , una rivista pubblicata dalla National Rifle Association of America. La storia era intitolata "Happiness Is A Warm Gun". In essa, l'autore ricorda il momento speciale in cui suo figlio di 7 anni ha sparato per la prima volta. A John Lennon è sembrato "fantastico, folle ... una pistola calda significa che hai appena sparato qualcosa". Lennon disse: "Ho pensato che fosse così folle che ne ho fatto una canzone".
Il brano nacque dal brusco assemblaggio di tre brevi temi molto diversi tra loro, provvisoriamente intitolati da Lennon Dirty Ol' Man ("Vecchio sporcaccione"), Junction ("Giuntura") e The Gunman / Satire of 50's R+R ("Uomo con la pistola / Parodia del rock'n'roll anni cinquanta"). Nessuno dei tre descrittivi titoli venne mai più utilizzato da Lennon, ma l'espressione "dirty old man" caratterizzò il testo del brano Mean Mr. Mustard dell'album Abbey Road del 1969.
Il primo frammento nasceva dalla giustapposizione di immagini e nonsense in puro stile lennoniano. Sebbene fossero puramente surreali: «A soap impression of his wife which he ate / And donated to the National Trust» ("Un'imitazione in sapone di sua moglie che ha mangiato / E donato al National Trust"), alcune immagini della prima strofa traevano invece ispirazione da fatti reali: la lucertola sulla finestra era stata vista proprio da John Lennon e dal press agent Derek Taylor a New York.
Il tema Junction fornisce la necessaria connessione musicale e testuale tra il primo e il terzo frammento, presentando sia immagini verbali confuse che riferimenti alla "pistola" del titolo. Con molta probabilità l'appellativo "Mother Superior" è riferito a Yōko Ono, spesso vista dallo stesso Lennon alla stregua di una mamma-archetipo, come già dimostrato nei versi di The Continuing Story of Bungalow Bill.
Il titolo originario del terzo frammento - The Gunman / Satire of 50's R+R - è fortemente evocativo: l'ultima sezione di Happiness Is a Warm Gun fa riferimento al titolo definitivo del brano, trasformando l'esternazione dell'uomo con la pistola in un autentico brano di rock and roll anni cinquanta. Il coro di Harrison e McCartney rende omaggio alle melodie vocali dei Fifties utilizzando inquietanti suoni onomatopeici («bang bang») e inviti a sparare un colpo di pistola («shoot shoot»).
Le multiple sezioni della canzone hanno ispirato i Radiohead per la composizione in tre movimenti Paranoid Android sull'album OK Computer del 1997.

### Notizie e curiosità
La morte violenta di John Lennon avrebbe messo ancora maggiormente in luce gli aspetti inquietanti ed emblematici di questa sua canzone, una di quelle che preferiva. Il titolo con il quale la portò in studio era Happiness Is A Warm Gun In Your Hand ("La felicità è una pistola calda nella tua mano"), preso da una rivista statunitense di armi della National Rifle Association mostratagli da George Martin. Dopo aver pensato che era una cosa assolutamente fantastica e folle da dire, perché avere una pistola fumante in mano significa che si è appena sparato a qualcuno o a qualcosa, con il suo tipico senso dell'assurdo, decise di scriverci una canzone. John si rifà dapprima ad un linguaggio visionario prossimo al nonsense, per poi avviarsi verso metafore e richiami personali, come il riferimento a Yōko Ono con "mother", appellativo con cui le si rivolgeva in privato. Numerose sono le possibili letture trasversali, le allusioni erotiche, come ammise lo stesso Lennon, alcune più esplicite (vedi la pistola e le sue parti), altre legate all'uso dello slang, laddove il verbo "jump" può indicare l'atto sessuale.
L'autore smentì comunque che esistesse un riferimento all'uso di eroina, come era emerso in alcune interpretazioni secondo le quali la pistola stava a simboleggiare una siringa. Affermò altresì che si trattava di "una sorta di storia del rock'n'roll", stante la compresenza di diversi stilemi ad esso ricollegabili. Sulla genesi di alcuni dei nonsense, ha dato delucidazioni Derek Taylor, l'allora responsabile dell'ufficio stampa della Apple, che assistette Lennon durante la stesura del testo. L'immagine dell'uomo "tra la folla con gli specchi multicolori sui suoi scarponi chiodati" deriverebbe ad esempio da un personaggio della cronaca minore: un tale, non precisamente un "gentleman", che si aggirava negli stadi gremiti, indossando scarpe con uno specchio sulla punta allo scopo di sbirciare sotte le gonne delle signore.
Happiness Is a Warm Gun costituisce un'eccezione tra le canzoni presenti sul White Album, che normalmente viene giudicato come una raccolta di brani da solista, in ognuno dei quali ogni autore ha utilizzato gli altri membri della band come musicisti di sala di registrazione. Infatti la canzone piaceva moltissimo a tutti e quattro i Beatles che ci lavorarono sopra con impegno per mettere insieme il brano nella sua compattezza.
A causa dei suoi presunti riferimenti sessuali e all'uso di droga, la canzone venne bandita dalle trasmissioni della BBC.
Liam Gallagher cita il titolo della canzone in una strofa della singolo Chinatown, contenuta nel primo album solista As You Were.

## Cover
- Tori Amos, sull'album Strange Little Girls
- Phish, sull'album Live Phish Volume 13
- U2, come B-side del singolo Last Night on Earth
- Alanis Morissette, durante il tour del 1995-1996 Can't Not
- Joe Anderson con Salma Hayek, per la colonna sonora del film Across the Universe
- Guns N' Roses durante lo Use Your Illusion Tour
- The Breeders, sull'album Pod
- Marc Ribot, sull'album Saints
- Dream Theater, in vari live bootleg circolanti sul web
- Marilyn Manson cantò una parte del brano come introduzione a The Dope Show e The Reflecting God, durante i suoi tour del 2009 e del 2012
- Gavin DeGraw nel concerto tributo ai Beatles "The White Concert" (Danimarca, 22 Novembre 2008).

## Formazione
- John Lennon — voce (raddoppiata), chitarra elettrica, organo Hammond
- Paul McCartney — pianoforte, basso, cori
- George Harrison — chitarra elettrica, cori
- Ringo Starr — batteria, tamburello